# 川田絢音
川田 絢音（かわた あやね、女性、1940年9月22日 - ）は、日本の詩人。
満洲・斉斉哈爾生まれ。イタリア在住。武蔵野音楽大学中退。2015年、『雁の世』で萩原朔太郎賞を74歳の最高齢で受賞。

## 著書
- 『空の時間 詩集』蜘蛛出版社 1969
- 『ピサ通り』青土社 1976
- 『悲鳴 川田絢音詩集』紫陽社 1982
- 『サーカスの夜 川田絢音詩集』青土社 1984
- 『朝のカフェ 川田絢音詩集』青土社 1986
- 『空中楼閣 夢のノート』書肆山田 1991
- 『球状の種子』思潮社 1993
- 『川田絢音詩集』思潮社 現代詩文庫 1994
- 『泥土』アリス舎 2000
- 『雲南』思潮社 2003
- 『それは消える字』ミッドナイト・プレス 2007
- 『流木の人』ミッドナイト・プレス 2009
- 『ぼうふらに掴まって』ミッドナイト・プレス 2012
- 『雁の世』思潮社 2015
- 『白夜』書肆子午線 2017
- 『揺れる船』アーツアンドクラフツ 2022
- 『こうのとりの巣は巡る』アーツアンドクラフツ 2023